# Сільвай Сергій Нестерович
Сергій Нестерович Сільвай (нар. 7 вересня 1955, Українська РСР) — український футбольний тренер.

## Кар'єра тренера
Після закінчення Інституту фізичної культури працював у ДЮСШ міста Рівне. У травні 1999 року призначений головним тренером рівненського «Вереса», з яким працював до липня того ж року. Потім допомагав тренувати рівненський клуб. З вересня по жовтень 1999 року знову очолював «Верес» (Рівне). Потім працював спортивним директором клубу, а в листопаді-грудні 2003 року та в жовтні-листопаді 2006 року знову виконував обов'язки головного тренера «Вереса».
Потім працював у Федерації футболу Рівненської області.